# Théorie aristotélicienne de la causalité
 (août 2019).
Si vous disposez d'ouvrages ou d'articles de référence ou si vous connaissez des sites web de qualité traitant du thème abordé ici, merci de compléter l'article en donnant les références utiles à sa vérifiabilité et en les liant à la section « Notes et références ».

Les quatre causes d'Aristote pour une table : matérielle (bois), formelle (conception), efficiente (charpente) et finale (repas).

La théorie aristotélicienne de la causalité est une classification par Aristote de quatre différents types de causalités. Forgée au IVe siècle av. J.-C., cette vision de la causalité s'écarte grandement de ce qu'on nomme « cause » à l'époque contemporaine. Pour Aristote, la cause (αἰτία / aitia) n'est pas simplement ce qui précède l'effet, mais inclut d'autres facteurs comme la volonté d'agir : c'est une notion métaphysique composite.

## Concept

### Identification des causes
Aristote développe une pensée physique et métaphysique complexe. Il cherche à comprendre les causes et leurs effets. Il distingue quatre causes, qui chacune président au réel. La cause n'est pas entendue par le philosophe dans son sens mécaniciste moderne ; Aristote prend également en compte la volonté d'agir, c'est-à-dire la finalité de l'action.
Les quatre causes qu'il identifie sont les suivantes :
- cause matérielle (la matière qui constitue une chose),
- cause formelle (l'essence de cette chose),
- cause motrice (le principe de changement),
- et cause finale (ce « en vue de quoi » la chose est faite).

À titre d'illustration, on peut dire que la cause matérielle d'une écuelle est le bois ou le métal, son essence le fait de pouvoir contenir des aliments, sa cause motrice le procédé par lequel on l'a fabriquée et sa cause finale son usage en alimentation.

### Place dans l’œuvre d'Aristote
La typologie des causes est particulièrement importante dans l’œuvre d'Aristote car elle est un des fondements de son enquête philosophique. Il définit précisément la philosophie comme la recherche des causes ; identifier les quatre causes revient à créer un pont entre la physique et la métaphysique. Cette typologie est ainsi exposée dans plusieurs ouvrages, en particulier en Physique (II, 3-9) et au livre Z de la Métaphysique.
L'identification de ces causes est un moment important de l'histoire de la philosophie, car de nombreux penseurs[Qui ?] s’approprieront totalement ou en partie cette théorie au cours des siècles. Elle est moins utilisée à partir de l'époque moderne, du fait des théories scientifiques associant les causes matérielles et motrices dans leur existence concrète et, pour le cas de la cause finale, de la séparation des sciences en deux domaines (Leibniez, sciences spéciales), l'un étudiant les causes (au sens physique), l'autre les raisons (activité humaine). À l'époque contemporaine elle reste vivante chez les philosophes thomistes, mais la terminologie s'est affinée : on parle par exemple de spécifications, de processus, de finalité et de description fonctionnelle.

## Types de causes

### La cause matérielle
La cause matérielle est la plus évidente aux yeux du sujet, mais il s'agit d'une des plus inaccessibles. Par l'intellect, l'homme peut dégager la forme de la matière. Il n'est toutefois pas possible d'envisager la matière seule, pure. Aristote considère la matière et la forme comme fondues ensemble, ce qui permet de produire la substance composée (σύνολον, sunolon). La matière est le pondérable, le sensible, le corps d'un animal ou d'une œuvre.
La matière est associée à la puissance, car la matière est à l'objet ce que la puissance est à l'acte. La matière est en puissance car elle peut être trans-formée, c'est-à-dire qu'on peut lui associer une forme pour en faire un objet.
À la question « pourquoi le bouclier protège-t-il des coups ? », la cause matérielle est : parce que la matière du bouclier est résistante.

### La cause formelle
La cause formelle se fonde sur la conception d'Aristote de ce qu'est la forme. La forme d'un être n'est pas sa forme géométrique (ce qu'on nommerait alors figure), mais le principe l'essence qui détermine la manière d'être d'un être, et donc un principe d'être.
C'est la possession de l'âme qui est la forme du corps qui permet de définir l'homme. La forme d'une œuvre d'art, c'est l'idée qu'en a l'artiste. Elle est d'une importance capitale dans la théorie de la connaissance d'Aristote.
À la question « pourquoi ce ballon est-il rond ? », la cause formelle est : parce que la forme d'un ballon est sa rondeur. Le ballon est, par définition, rond.

### La cause motrice (ou efficiente)
Aristote définit la cause motrice comme : « le principe premier d’où part le changement ou la mise en repos ». Cette cause se fonde sur le postulat aristotélicien de ce que le mouvement, s'il existe, n'est pas chaotique : il obéit aux lois de l'univers, accessibles aux sens et donc connaissables. Ainsi, Aristote s'oppose frontalement à la thèse des disciples d'Héraclite (et notamment, de Cratyle), selon laquelle il serait impossible de connaître quoi que ce soit du fait que toute chose est en mouvement permanent. C'était également pour pouvoir fonder une connaissance que Platon avait proposé sa théorie des Formes immuables.
Le mouvement recouvre, chez Aristote, une acception beaucoup plus large que celle communément acceptée aujourd'hui : il ne s'agit pas seulement d'un changement de lieu, mais aussi un changement dans l'état physique : des phénomènes comme la génération et la corruption sont aussi des formes de mouvement, ainsi que l'altération ou la croissance. Le mouvement est donc pour Aristote n'importe quel changement, ou, dans son vocabulaire, un devenir.
Le devenir peut être relatif, quand quelque chose devient (ex : l'homme devient musicien), absolu lorsque quelque chose apparaît ou disparaît (génération ou corruption). Est considéré absolu un changement où une chose devient quelque chose qui n'est pas de la même substance que ce qu'elle était (par exemple, le bloc de marbre devient une statue).
Par la suite, dans la philosophie médiévale, la cause motrice devient causa efficiens. Selon l’usage, on définit la cause efficiente comme ce qu’Aristote décrit en ces termes : « Ce d’où procède le mouvement » (ὅθεν ἡ ἀρχὴ τῆς κινήσεως), voire « en général l’agent » (ὅλως τὸ ποιοῦν). La cause efficiente est divisible en deux parties : la cause efficiente principale, et la cause efficiente instrumentale. Lorsque le peintre peint un tableau, la cause efficiente principale est le peintre ; mais il a utilisé un pinceau et ses connaissances en peinture, que l'on appellera cause efficiente instrumentale. Les causes efficientes instrumentales sont rattachées à la cause efficiente principale parce qu’elles ne sont cause que si elles sont rattachées à une cause efficiente principale. Par exemple, le pinceau est considéré comme une cause efficiente du tableau seulement si un peintre peint en l’utilisant, car un pinceau seul ne fait pas de tableau.
Elle n'est alors plus seulement une explication du changement dans les étants, mais aussi une explication de leur existence même : les choses sont ce qu'elles sont parce que l'existence leur est apportée de l'extérieur. Ce qui donne l'existence (i.e. Dieu) est alors aussi nommé cause efficiente. Toutefois la définition ne change pas.

### La cause finale
Elle est souvent difficile à distinguer de la cause formelle, et Aristote indique même que « souvent » (πολλάκις) trois espèces de causes, la fin, la forme et l’agent, coïncident en une même réalité. On la définit comme la raison d'être de la chose, ce « en vue de quoi » (ἕνεκα τοῦ) elle existe. Comme « la nature ne fait rien en vain » (Parties des Animaux), le rôle qu'un être a à accomplir lui sera rendu possible par les moyens dont il dispose — moyens dont la cause formelle rend compte.
La finalité est un concept capital de la philosophie d'Aristote : « Tout art et toute investigation, et pareillement toute action et tout choix, tendent vers quelque fin. » (Éthique à Nicomaque)
Cette dernière cause, en engendrant la question « Quid est ?» (« qu'est-ce que c'est ? »), entraîne la réflexion philosophique.

## Distinctions supplémentaires

### Causes intrinsèques et extrinsèques
Les causes matérielles et les causes formelles sont considérées comme des causes intrinsèques, car elles demeurent aussi longtemps que la chose continue d’exister. D’où la préposition inter qui signifie « de l’intérieur ». De plus, bien évidemment, la chose cesse d’exister dès qu’une de ces deux causes cesse d’exister.
Les causes efficientes et les causes finales sont des causes extrinsèques, car elles ne sont pas contenues dans la chose. D’où la préposition extra qui signifie « à l’extérieur ». La chose continue donc à exister même si la personne qui l’a fait décède ou si l’objet perd sa raison d’être (dans le cas par exemple d’un objet technologiquement dépassé) et risque de finir dans un musée ou à la poubelle.

### Causes singulières, universelles génériques et universelles spécifiques
Chaque cause peut avoir un niveau de spécificité différent. On distinguera alors la cause universelle générique, la cause universelle spécifique et la cause singulière. Plutôt que de donner des définitions compliquées pour ces termes, l’exemple de la maison sera plus facile d’approche.
- Cause efficiente universelle générique : un artisan
- Cause efficiente universelle spécifique : un électricien
- Cause efficiente singulière : l’artisan individuel X.
- Cause matérielle universelle générique : du bois
- Cause matérielle universelle spécifique : du bois d’érable
- Cause matérielle singulière : le bois de cette planche

## Les quatre causes chez Thomas d'Aquin
Thomas d'Aquin reprend les quatre causes d'Aristote dans Les principes de la réalité naturelle (De principiis naturae, 1255).